# Santa Lucia di Moriani
Santa Lucia di Moriani (in francese Santa-Lucia-di-Moriani, in corso Santa Lucia di Moriani) è un comune francese di 1 188 abitanti situato nel dipartimento dell'Alta Corsica nella regione della Corsica.

## Società

### Evoluzione demografica
Abitanti censiti